# 弗朗切斯科·佩尔尼戈
弗朗切斯科·佩尔尼戈（義大利語：Francesco Pernigo，1918年6月10日—1985年12月15日），意大利前男子足球运动员，场上位置是前锋。他曾代表意大利国奥队参加1948年夏季奥林匹克运动会足球比赛。